# استان زاویه
زاویه یکی از استان‌های لیبی است.
مرکز این استان شهر زاویه است